# Berghausstraße
Berghausstraße ist eine Ortslage im Norden der bergischen Großstadt Wuppertal.

## Lage und Beschreibung
Die Ortslage liegt auf einer Höhe von 308 m ü. NHN auf der Wasserscheide der Flusssysteme der Wupper und der Ruhr nördlich der Straße Mollenkotten (Landesstraße 432). Die Ortslage besteht heute aus zwei Häusern, unter denen der Scheetunnel der Bahnstrecke Wuppertal-Wichlinghausen–Hattingen verläuft.
Die Ortslage befindet sich am Rande des Wohnquartiers Nächstebreck-Ost (Stadtbezirk Oberbarmen) an der Grenze zum Sprockhöveler Ortsteil Gennebreck. Nördlich der Ortslage befindet sich auf Sprockhöveler Gebiet die Ortschaften Frielinghausen und Kuxloh. Auf der Wasserscheide liegt westlich von Berghausstraße die benachbarte Ortslage Mollenkotten, östlich der Ortsteil Alteschmiede und dahinter Schmiedestraße. Südliche Nachbarorte sind Pannhütte, Kattenbreuken, Nächstebrecker Busch, Hülsen, Hasenkamp und Holtkamp.
Südlich der Ortslage verläuft die Bundesautobahn 46.

## Geschichte und Etymologie
Das Gebiet auf dem Höhenzug besaß ungünstige Bodenverhältnisse, so dass sich erst spät eine Besiedlung ergab. Berghausstraße lag an einer bedeutenden Kohlenstraße von Witten nach Elberfeld – der heutigen Landesstraße 432, auf der den Fabriken im Wupperraum durch selbstständige Kohlentreiber der Brennstoff geliefert wurde. Die Landesstraße ist seit 1935 auf ganzer Länge zwischen Einern und Schmiedestraße nach dem benachbarten Mollenkotten benannt. Zuvor hieß sie nach der Ortslage ebenfalls Berghausstraße.
Die Ortslage entstand aus einem Pachtkotten des Hofes Frielinghausen der Bauerschaft Mylinghausen bei Gevelsberg. Den Namen erhielt der Kotten vermutlich durch eine Besitzerfamilie Berghaus. 1738 wurde in Berghausstraße ein Schenkwirtschaft für die Kohlentreiber auf der Kohlenstraße eröffnet. Sie erscheint auf der Niemeyersche Karte, Ausgabe Spezialkarte des Bergwerkdistrikts des Distrikts Blankenstein, von 1788/89 als Einzelhaus.
Berghausstraße gehörte in der frühen Neuzeit zum Gogerichtsbezirk Schwelm im Amt Wetter der Grafen von der Mark. Kirchenrechtlich lag es im Kirchspiel Schwelm. Von 1807 bis 1814 war Berghausstraße aufgrund der napoleonischen Kommunalreformen im Großherzogtum Berg Teil der Landgemeinde Gennebreck innerhalb der neu gegründeten Mairie Hasslinghausen im Arrondissement Hagen, die nach dem Zusammenbruch der napoleonischen Administration nun der Bürgermeisterei Haßlinghausen (ab 1844 Amt Haßlinghausen) im Landkreis Hagen (ab 1897 Kreis Schwelm, ab 1929 Ennepe-Ruhr-Kreis) angehörte.
Das Gemeindelexikon für die Provinz Westfalen gibt 1885 für Berghausstraße eine Zahl von 21 Einwohnern an, die in zwei Wohnhäusern lebten. 1895 besitzt der Ort zwei Wohnhäuser mit 30 Einwohnern, 1905 zählt der Ort zwei Wohnhäuser und 16 Einwohner.
Mit der Kommunalreform von 1929 wurde der südliche Teil von Gennebreck mit Berghausstraße abgespalten und in die neu gegründete Stadt Wuppertal eingemeindet.